# Donzdorf
Donzdorf é uma cidade da Alemanha, no distrito de Göppingen, na região administrativa de Estugarda, estado de Baden-Württemberg.